# Andreas Aebi
Andreas Aebi (Burgdorf, 26 novembre 1958) è un politico, agricoltore e imprenditore svizzero dell'Unione Democratica di Centro. Dal 2007 è membro del Consiglio nazionale svizzero per il canton Berna e dal 2020 al 2021 fu presidente del Consiglio nazionale.

## Biografia

### Studi e carriera professionale
Dopo due apprendistati, di cui uno a Cuarnens, nel 1977 effettuò un periodo di tirocinio nel Québec e nell'1984 ottenne il diploma di maestro agricoltore. Fino al 2020 si occupò dell'azienda agricola di famiglia, che successivamente cedette al figlio. Oltre alla professione agricola gestisce una piccola agenzia di viaggi e ha esperienza da guida turistica e di banditore di bestiame e materiale agricolo.
Aebi fu coinvolto nel settore agricolo anche a livello associativo: dal 2004 al 2013 Aebi fu presidente di swissherdbook, la federazione di allevatori di bestiame più grande della Svizzera. Nel 2012 si candidò come presidente dell'Unione svizzera dei contadini, ma perse l'elezione contro Markus Ritter a 210 voti contro 245 Fu anche presidente del comitato organizzatore della edizione 2013 della Festa federale di lotta svizzera del 2013, svoltasi a Burgdorf.

### Attività politica
Dal 1998 al 2008 fu sindaco di Alchenstorf. Successivamente fu eletto con l'UDC al Consiglio nazionale per il canton Berna nel 2007, 2011, 2015 e 2019, rispettivamente con 76 554 (12º posto), 111 817 (2º posto), 116 570 (3º posto), e 104 955 voti (3º posto). In Consiglio nazionale è membro della Commissione della politica estera, che presiedette da dicembre 2011 a novembre 2013, e della Delegazione presso l'Assemblea parlamentare dell'OSCE, che presiede da dicembre 2021. Da dicembre 2019 a novembre 2021 fu anche membro della Delegazione amministrativa. Ha annunciato di non volersi ricandidare per un ulteriore mandato alle elezioni federali del 2023.
Fino al 2020 fu presidente della sezione UDC dell'Emmental. Nel 2008 la sezione bernese dell'UDC lo propose assieme a Adrian Amstutz come consigliere federale in sostituzione di Samuel Schmid. Successivamente ritirò la sua candidatura a favore di Amstutz. A novembre 2020 venne eletto presidente del Consiglio nazionale con 178 voti su 183, succedendo a Isabelle Moret. In realtà il candidato del suo partito all'incarico avrebbe dovuto essere Heinz Brand, che però non fu rieletto alle elezioni federali del 2019.

### Vita privata
Il suo paese d'origine è Wynigen. Sposato con tre figli, nell'esercito ha il grado di maggiore.

## Posizioni politiche
In una analisi delle tendenze politiche dei parlamentari svizzeri, Andreas Aebi è stato collocato alla sinistra del suo partito. È considerato un rappresentante dell'ala storica bernese dell'UDC .
È noto per il suo impegno per colmare il divario politico, sociale e culturale tra aree urbane e rurali, tramite ad esempio l'organizzazione di gite dalla città alla campagna e viceversa per studenti delle scuole elementari del canton Berna. In parlamento si è occupato di politica estera e di agricoltura.  In particolare, ha promosso una estensione alla moratoria sull'utilizzo degli OGM e un sistema di regolazione della produzione di latte. Si è mostrato scettico nei confronti dell'agricoltura biologica, ritenendo che non sia necessariamente più rispettosa dell'ambiente rispetto all'agricoltura integrata.